# Severino Di Giovanni

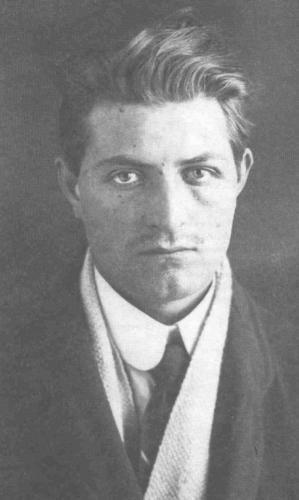
Severino di Giovanni (1920)

Severino di Giovanni (* 17. März 1901 in Chieti; † 1. Februar 1931 in Buenos Aires) war ein italienischer Anarchist, der für seine gewaltsamen Aktionen im Zuge der Unterstützungskampagnen im Fall Sacco und Vanzetti bekannt wurde.

## Leben
Severino di Giovanni wuchs im italienischen Chieti in ärmlichen Verhältnissen auf. Er besuchte Lehrerkurse und begann noch vor Abschluss der Schule als Lehrer zu arbeiten. Di Giovanni erlernte autodidaktisch die Typographie und las in seiner Freizeit die Bücher von Michail Bakunin, Errico Malatesta, Pierre-Joseph Proudhon und Élisée Reclus. Im Alter von 20 Jahren begann er sich an der anarchistischen Bewegung zu beteiligen und heiratete im Jahr darauf Teresa Masciulli, mit der er vier Kinder hatte. Nach dem Marsch auf Rom und der Machtübernahme Mussolinis im gleichen Jahr beschloss er mit seiner Frau nach Argentinien auszuwandern.
In Argentinien suchte Severino di Giovanni den Kontakt zu antifaschistischen und anarchistischen Gruppen. Innerhalb der anarchistischen Bewegung Argentiniens stand er der radikalen Gruppe um die Zeitschrift La Antorcha näher, als zur FORA und deren Zeitschrift La Protesta, die von Emilio López Arango und Diego Abad de Santillán herausgegeben wurde. Er nahm an Treffen teil, bei denen Aktionen gegen den italienischen Faschismus geplant wurden. Seine erste Aktion fand am 6. Juni 1925 statt, als im Teatro Colón in Buenos Aires der 25. Jahrestag der Thronbesteigung von Viktor Emanuel III. gefeiert wurde. An der Feier anwesend waren der argentinische Präsident Alvear mit seiner Frau und der italienische Botschafter, der zahlreiche Schwarzhemden zum Schutz der Feierlichkeiten organisiert hatte. Als das Orchester die italienische Nationalhymne zu spielen begann, warfen di Giovanni und seine Mitstreiter als Protest gegen die Feier Flugblätter durch den Saal. Die Gruppe wurde rasch von den Schwarzhemden überwältigt und der Polizei übergeben.
Kurz darauf wurde di Giovanni wieder freigelassen und beteiligte sich an den internationalen Protesten gegen die Gefangennahme und drohende Hinrichtung von Sacco und Vanzetti. Er war einer der aktivsten Unterstützer in Argentinien und schrieb in verschiedenen Zeitschriften über den Fall, darunter in der New Yorker L'Adunata dei refrattari und seiner eigenen Zeitung Culmine, die er im August 1925 gegründet hatte. Am 16. Mai 1926, wenige Stunden nach der Verkündung des Todesurteils im Fall Sacco und Vanzetti verübte Severino di Giovanni einen Bombenanschlag auf die US-Botschaft, bei dem die Front des Gebäudes vollständig zerstört wurde. Da man den Urheber des Attentats nicht ermitteln konnte, wurde di Giovanni auf Anraten des italienischen Botschafters festgenommen. Er wurde 5 Tage lang von der Polizei festgehalten und gefoltert, ohne dass er gestand. Daraufhin wurde er aus Mangel an Beweisen wieder freigelassen.
Am 21. Juli 1927 publizierte die US-Botschaft einen Artikel in der konservativen Tageszeitung La Nación, in dem Sacco und Vanzetti als gewöhnliche Kriminelle dargestellt wurden. Einen Tag später führte Severino di Giovanni zwei Bombenanschläge aus: Mit einer Bombe zielte er auf die George-Washington-Statue in Palermo und die zweite traf ein Gebäude der Ford-Werke. Am 23. Mai 1928 zündete di Giovanni gemeinsam mit den Brüdern Paulino und Alejandro Scarfó eine Bombe vor dem italienischen Konsulat in Buenos Aires. Die Explosion forderte mehrere Todesopfer und beschädigte das Gebäude stark.

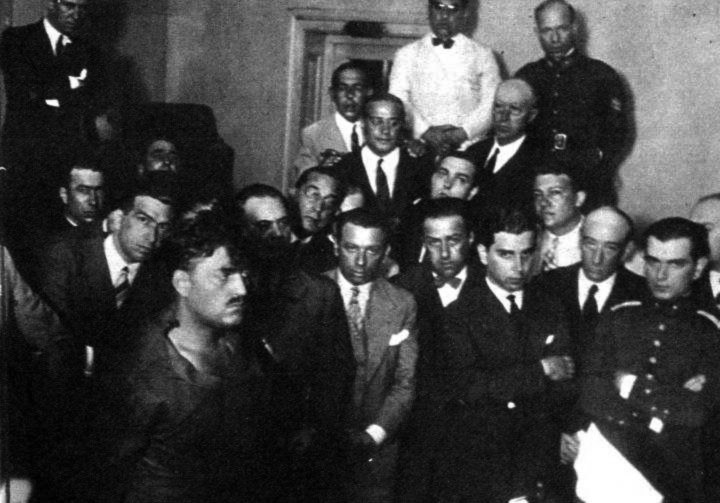
Severino di Giovanni (links vorne) vor Gericht.

Nach dem Militärputsch von José Félix Uriburu wurde er festgenommen und von einem Militärgericht zum Tode verurteilt. Er wurde am 1. Februar 1931 hingerichtet und auf Anordnung des argentinischen Innenministers Matías Sánchez Sorondo unter Ausschluss der Öffentlichkeit auf dem Friedhof La Chacarita beerdigt.